# Washington Commanders
O Washington Commanders (anteriormente conhecido como Washington Redskins e Washington Football Team) é uma equipe profissional de futebol americano baseado em Washington, D.C.. O time compete na National Football League (NFL) como um membro da divisão leste da National Football Conference (NFC). A equipe joga seus jogos em casa no Northwest Stadium em Landover, Maryland; sua sede e instalações de treinamento estão no Inova Sports Performance Center, no Redskins Park, em Ashburn, Virgínia, e no antigo Complexo Redskins, em Richmond, Virgínia, respectivamente.
O time jogou mais de mil jogos desde sua fundação em 1932 e são uma das cinco franquias na NFL a registrar mais de seiscentas vitórias na temporada regular e na pós-temporada, alcançando essa marca em 2015. Washington ganharam cinco títulos da NFL (os três últimos em Super Bowls), e conquistaram quatorze títulos de divisão e seis campeonatos de conferências. Foi a primeira franquia da NFL com uma banda oficial e a primeira com uma música oficial, "Hail to the Redskins".
A equipe começou a jogar em Boston como "Braves" em 1932, tornou-se "Redskins" em 1933 e se mudou para Washington, D.C. em 1937. Eles venceram os títulos de 1937 e 1942 da NFL, assim como os Super Bowls XVII, XXII e XXVI. Eles foram vice-campeões seis vezes, perdendo os títulos de 1936, 1940, 1943 e 1945, e os Super Bowls VII e XVIII. Com vinte e quatro aparições na pós-temporada, têm um registro geral de pós-temporada de 23–18. O nome "Redskins" sempre gerou controvérsia, pois esta palavra ("pele-vermelha", em tradução livre) é normalmente utilizada como um termo pejorativo para os povos nativos dos Estados Unidos. Em 2020, o time decidiu mudar seu nome, cedendo a pressão de ativistas, torcedores e, principalmente, dos investidores.
De acordo com a Forbes, Washington são a quarta franquia mais valiosa da NFL e a décima mais valiosa do mundo em 2018, avaliada em aproximadamente US$ 3,1 bilhões. Sobre a história da equipe, o nome e o logotipo geraram controvérsia, com muitos criticando-a como ofensiva aos nativos americanos. Em 2 de fevereiro de 2022, o time finalmente mudou o nome para Washington Commanders.

## História

### Origem e primeiros anos (1932–1945)
A equipe originou-se como Boston Braves, baseado em Boston, Massachusetts, em 1932, sob a propriedade de George Preston Marshall. Na época, o time jogou no Braves Field, casa do time de beisebol, Boston Braves, da MLB. No ano seguinte, a franquia se mudou para o Fenway Park, casa do Boston Red Sox da MLB, após o que os proprietários mudaram o nome do time para "Boston Redskins". Para completar a mudança, Marshall contratou William "Lone Star" Dietz para ser o treinador da equipe. No entanto, Boston não era muito uma cidade de futebol americano na época e a equipe teve dificuldade em atrair fãs.
Os Redskins se mudaram do sul da Nova Inglaterra depois de cinco anos para a capital Washington, D.C. em 1937. Os Redskins dividiram o Griffith Stadium com o time de beisebol, Washington Senators, da MLB. Em seu primeiro jogo em Washington em 16 de setembro, os Redskins derrotaram o New York Giants na abertura da temporada por 13-3. Em 5 de dezembro, eles conquistaram seu primeiro título da divisão com uma vitória por 49-14 sobre os Giants em Nova York. Na semana seguinte, no dia 12 de dezembro, o time venceu seu primeiro título da NFL sobre o Chicago Bears.
Em 1940, os Redskins encontraram os Bears novamente na final do campeonato em 8 de dezembro. O resultado, 73–0 a favor dos Bears, ainda é a pior derrota unilateral na história da NFL.

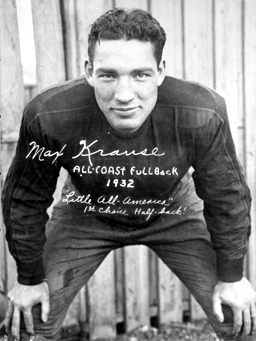
Max Krause foi um running back dos Redskins de 1937 a 1940

Em que se tornou uma rivalidade na NFL, os Redskins e os Bears se encontraram mais duas vezes na Final da NFL. A terceira vez foi em 13 de dezembro de 1942, onde o Redskins ganhou seu segundo campeonato por 14-6. A última vez que os dois se encontraram foi em 26 de dezembro de 1943 e o Bears venceu por 41-21. O mais notável feito alcançado durante a temporada de 1943 dos Redskins foi Sammy Baugh liderando a NFL em passes, punting e interceptações.
Os Redskins jogaram na Final da NFL mais uma vez antes de uma seca de um quarto de século que não terminou até a temporada de 1972. Com o ex-medalhista olímpico Dudley DeGroot como novo treinador, o Redskins tiveram uma campanha de 8–2 durante a temporada de 1945. Eles terminaram a temporada perdendo para o Cleveland Rams na Final da NFL de 1945 por 15-14.
O dono dos Redskins, Marshall, ficou tão zangado com o resultado que se tornou uma grande força para mudar a seguinte regras após a temporada: Um passe para frente que atinge os postes da baliza é automaticamente considerado incompleto. Isso mais tarde ficou conhecido como "Regra de Baugh/Marshall".

### Desordem e integração no front-office (1946-1970)
Depois de 1945, os Redskins começaram um declínio lento que não terminou até a aparição nos playoffs na temporada de 1971. Os Redskins tiveram quatro treinadores diferentes de 1946 a 1951, incluindo os ex-jogadores Turk Edwards e Dick Todd, bem como John Whelchel e Herman Ball, e nenhum foi bem sucedido. Mas isso não impediu que George Preston Marshall tentasse fazer dos Redskins a franquia de maior sucesso da liga. Sua primeira grande alteração aconteceu em 14 de junho de 1950, quando foi anunciado que a American Oil Company planejava televisionar todos os jogos dos Redskins, fazendo de Washington o primeiro time da NFL a ter uma temporada inteira de jogos televisionados. Sua próxima grande mudança veio em fevereiro de 1952, quando ele contratou o ex-técnico do Green Bay Packers, Earl "Curly" Lambeau. Mas, depois de duas temporadas, Marshall demitiu Lambeau após a derrota de Redskins para o Los Angeles Rams e contratou Joe Kuharich. Em 1955, Kuharich levou os Redskins à sua primeira temporada vitoriosa em dez anos e foi nomeado Treinador do Ano da NFL.
Em 1961, os Redskins mudaram-se para o novo estádio chamado D.C. Stadium (renomeado para Robert F. Kennedy Memorial Stadium em 1969). O primeiro jogo no novo estádio ocorreu em 1º de outubro, diante de 37.767 torcedores. No entanto, os Redskins não conseguiram segurar a vantagem de 14 pontos e perderam para os New York Giants por 24-21. Naquele mesmo ano, Bill McPeak tornou-se o treinador principal e teve uma campanha de 21-46-3 ao longo de cinco temporadas. Durante seu mandato, ele ajudou a selecionar os futuros astros: o wide receiver Charley Taylor, o tight end Jerry Smith, o safety Paul Krause, o Center Len Hauss e o linebacker Chris Hanburger. Ele também ajudou a fechar dois importantes negócios, contratando o quarterback Sonny Jurgensen, do Philadelphia Eagles, e o linebacker Sam Huff, do New York Giants.
Um dos motivos para as lutas da equipe foi o desarranjo no front office. Marshall começou um declínio mental em 1962 e os outros acionistas da equipe acharam difícil tomar decisões sem seu chefe. Marshall morreu em 9 de agosto de 1969, e Edward Bennett Williams, um acionista minoritário que era residente em Washington e um dos advogados mais estimados dos Estados Unidos, foi escolhido para dirigir a franquia enquanto o acionista majoritário, Jack Kent Cooke, morava em Los Angeles e comandava o Los Angeles Lakers. Em 1966, Otto Graham foi contratado como o novo treinador. Graham treinou os Redskins por três temporadas, mas a magia que ele teve como jogador da NFL desapareceu nos bastidores, com a equipe registrando uma campanha de 17–22–3 durante esse período. Ele se demitiu após a temporada de 1968 em favor de Vince Lombardi e tornou-se diretor atlético da Academia da Guarda Costeira antes de se aposentar no final de 1984.
Em 1969, os Redskins contrataram Vince Lombardi - que ganhou fama como técnico do Green Bay Packers - para ser seu novo treinador. Lombardi liderou a equipe para uma campanha de 7–5–2, o melhor desde 1955, mas morreu de câncer na véspera da temporada de 1970. O assistente técnico Bill Austin foi o técnico interino em 1970 e Washington terminou com uma campanha de 6-8.

#### Controvérsia de integração
Durante a maior parte desse período malsucedido, Marshall recusou-se a integrar a equipe, apesar da pressão do Washington Post e do governo federal. Em 24 de março de 1961, o secretário do Interior, Stewart Udall, alertou Marshall a contratar jogadores negros ou enfrentaria retribuição federal. Pela primeira vez na história, o governo federal tentou desregrar uma equipe esportiva profissional. Os Redskins estavam sob a ameaça de ação legal dos direitos civis pelo governo Kennedy, o que teria impedido que uma equipe segregada jogasse no novo D.C. Stadium, sendo de propriedade do Departamento do Interior dos EUA e, portanto, propriedade do governo federal.
Em 1962, Washington se tornou a última franquia profissional de futebol americano a se integrar. Primeiro, os Redskins contrataram Ernie Davis, o primeiro jogador negro a ganhar o Heisman Trophy. Eles também selecionaram o quarterback Ron Hatcher na oitava rodada do draft, ele se tornou o primeiro negro a assinar um contrato com a equipe. Mas, em meados de dezembro de 1961, Marshall anunciou que no dia do Draft da NFL ele havia negociado os direitos de Davis com o Cleveland Browns. A mudança foi feita sob circunstâncias infelizes - como se constatou que Davis teve leucemia e morreu sem nunca jogar no futebol profissional.

### Reavivamento de George Allen (1971-1980)

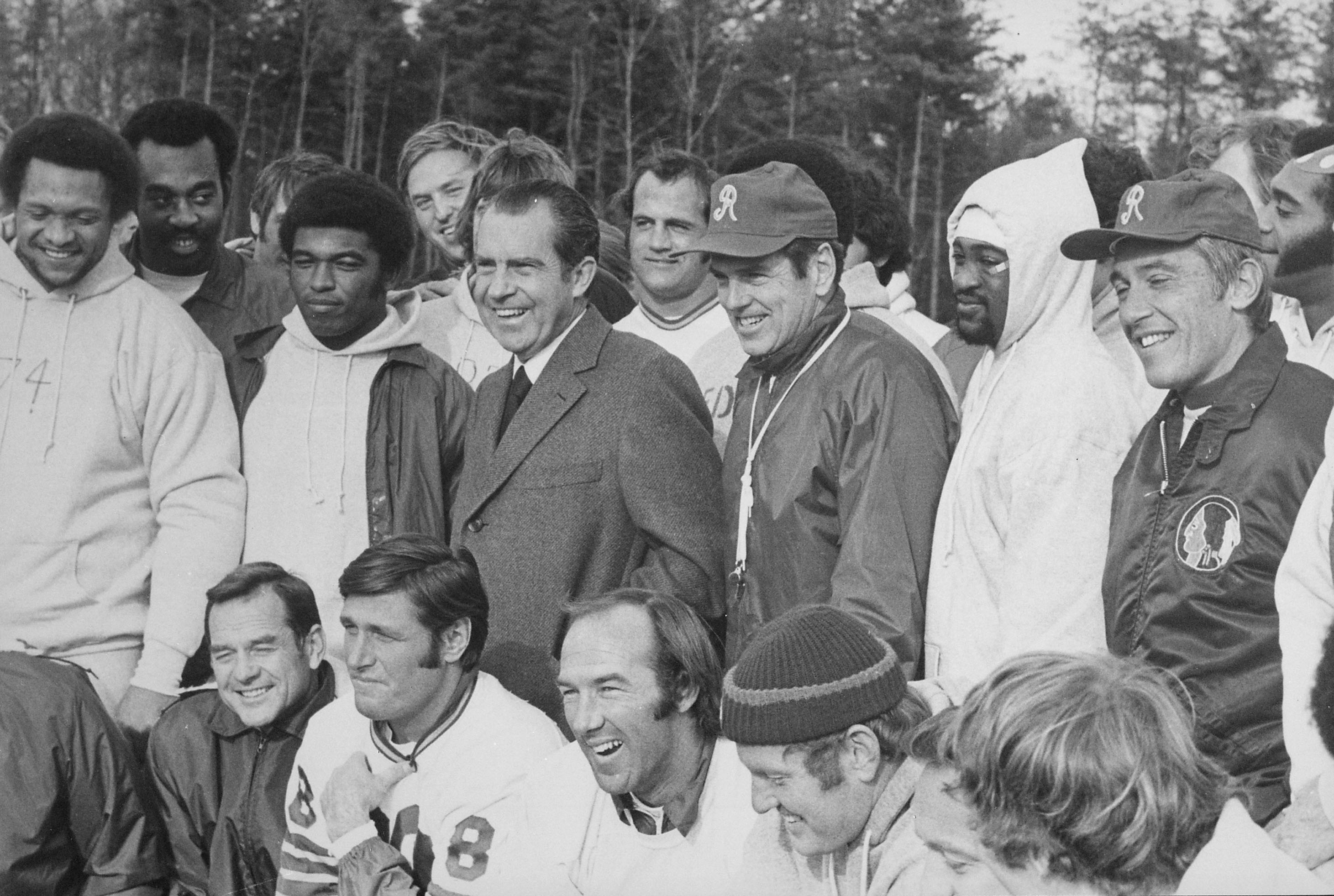
O presidente dos EUA, Richard Nixon, reuniu-se com os Redskins, em 23 de novembro de 1971.

Após a morte de Lombardi e a temporada malsucedida de 1970, Williams contratou o ex-treinador do Los Angeles Rams, George Allen, em 6 de janeiro de 1971. Naquela temporada, os Redskins foram para os playoffs pela primeira vez desde 1945 com uma campanha de 9-4‑1 com o técnico, George Allen, ganhando o prêmio de Treinador do Ano da NFL. No entanto, eles perderam no Playoff Divisional para o San Francisco 49ers por 24-20.
Na temporada seguinte, os Redskins realizaram seu primeiro jogo de pós-temporada em Washington desde 1942, onde venceram o Green Bay Packers por 16-3 no Divisional Round de NFC. Os Redskins alcançaram o NFC Championship Game e venceram o arqui-rival Dallas Cowboys por 26-3. Os Redskins perderam para o invicto Miami Dolphins por 14-7 no Super Bowl VII.

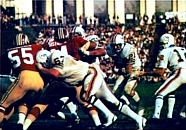
Os Redskins jogando contra o Miami Dolphins no Super Bowl VII

Os Redskins novamente foram para os playoffs em 1973, 1974 e 1976 mas perderam no primeiro round. Depois que os Redskins não conseguiram chegar aos playoffs em 1977, apesar de terem registrado uma campanha de 9-5, Allen foi demitido e substituído pelo treinador Jack Pardee. Em seu primeiro ano, sua equipe começou 6-0, mas perdeu 8 dos últimos 10 jogos. Depois, na entressafra, Jack Kent Cooke, proprietário majoritário dos Redskins, mudou-se de Los Angeles para a Virgínia e assumiu as operações do dia-a-dia da equipe.
Os Redskins escolheram bem durante o Draft de 1979, onde selecionaras as futuras estrelas: Don Warren e Monte Coleman. Eles tivera uma campanha em temporada regular de 10-6 mas não foram os playoffs. O sucesso rápido de Pardee com a equipe não passou despercebido, no entanto, e ele foi nomeado Treinador do Ano pela imprensa e Treinador do Ano da NFC. O mandato de Pardee não durou muito, pois ele foi demitido depois de ter registrado uma campanha de 6-10 em 1980. No entanto, ele selecionou Art Monk no draft antes de ir embora.

### Era Joe Gibbs (1981-1992)
Em 13 de janeiro de 1981, o dono Jack Kent Cooke contratou o ex-coordenador ofensivo do San Diego Chargers, Joe Gibbs, como seu treinador principal. Os Redskins selecionaram Mark May, Russ Grimm e Dexter Manley no Draft de 1981, todos os quais se tornaram colaboradores significativos para a equipe nos anos seguintes. Depois de iniciar a temporada com uma campanha de 0-5 em 1981, o Redskins venceu oito dos 11 jogos seguintes e terminou a temporada com uma campanha de 8-8. Em 1982, a NFL enfrentou uma greve de jogadores com 57 dias de duração, o que reduziu a temporada de 1982 de um cronograma de 16 jogos para um cronograma de nove jogos. Devido à temporada mais curta, a NFL adotou um torneio especial de playoff de 16 times, no qual oito equipes de cada conferência foram semeadas de 1 a 8 com base em seusa campanha de temporada regular. Depois que a greve foi resolvida, os Redskins dominaram, vencendo seis dos sete jogos restantes para ir para os playoffs pela primeira vez desde 1976.

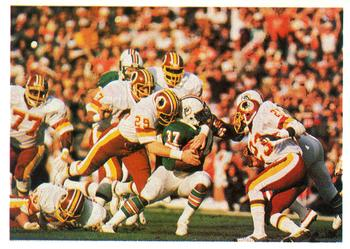
Mark Murphy ajudou os Redskins a vencer seu primeiro Super Bowl

Em janeiro de 1983, durante a segunda rodada dos playoffs contra o Minnesota Vikings, John Riggins correu para um recorde de 185 jardas, levando Washington a uma vitória por 21-7. O jogo é talvez mais conhecido por um momento em que o estádio balançou fisicamente quando uma multidão cantou "We Want Dallas!", Que mais tarde se tornou um tipo de grito para os fãs de Redskin antes dos jogos contra os Cowboys. No NFC Championship Game, John Riggins correu para 140 jardas e dois touchdowns em 36 corridas e os Redskins derrotaram os  Cowboys por 31-17. A primeira vitória do Redskins no Super Bowl, e seu primeiro campeonato da NFL em 40 anos, foi no Super Bowl XVII, onde os Redskins derrotaram os Miami Dolphins por 27-17 e John Riggins venceu o prêmio de MVP do Super Bowl.
Depois da temporada de 1982, Mark Moseley, do Redskins, foi o primeiro e único Placekicker na história da NFL a ser nomeado o MVP da NFL; Moseley fez 20 dos 21 field goals em 1982. O treinador do Redskins, Joe Gibbs, também ganhou seu primeiro prêmio de Treinador do Ano da NFL em 1982.

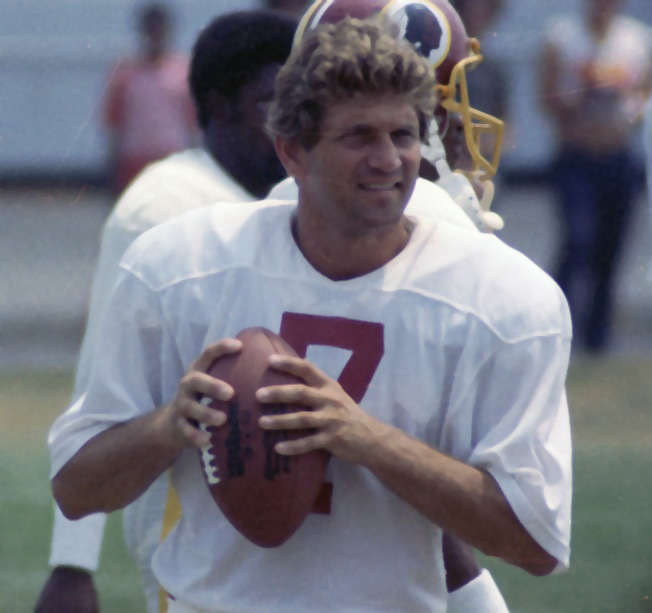
Joe Theismann no campo de treinamento dos Redskins em 1983

A temporada de 1983 marcou a estreia do cornerback Darrell Green, selecionado na Draft de 1983, juntamente com Charles Mann, Green iria jogar toda a sua carreira de 20 anos da NFL nos Redskins. Em 17 de dezembro de 1983, Moseley estabeleceu um recorde de pontuação da NFL com 161 pontos, enquanto o total de 144 pontos de Riggins foi o segundo. Isso marcou a primeira vez desde 1951 que os dois melhores marcadores de uma temporada jogaram no mesmo time. Eles dominaram a NFL com uma temporada de 14 vitórias que incluiu um recorde da NFL de 541 pontos, muitos dos quais vieram de Riggins, que marcou 24 touchdowns. Joe Theismann, quarterback do Redskins, seria nomeado o MVP da NFL de 1983, terminando a temporada com 3.714 jardas e 29 passes de touchdown, jogando apenas 11 interceptações. Na pós-temporada, os Redskins venceram o Los Angeles Rams por 51-7. Na semana seguinte, Washington venceu o San Francisco 49ers por 24-21 no NFC Championship Game. Foi a vitória final da temporada porque duas semanas depois, os Raiders venceram os Redskins por 38-9 no Super Bowl XVIII.
Os Redskins terminaram a temporada de 1984 com uma campanha de 11-5 na temporada regular e venceu a NFC East pela terceira temporada consecutiva. No entanto, eles perderam na primeira rodada dos playoffs para o Chicago Bears por 23-19. Em 18 de novembro de 1985, enquanto jogava contra os Giants, Theismann quebrou a perna durante um sack de Lawrence Taylor. A fratura composta forçou-o a se aposentar depois de uma carreira de 12 anos, durante o qual ele se tornou o líder de todos os tempos dos Redskins em tentativas de passes e finalizações. Os Redskins terminaram em 3º na NFC East atrás dos Cowboys e perderam o wild card para os Giants em virtude dos tie-breaks em 1985.
O grande destaque da offseason de 1986 ocorreu durante o Draft de 1986, quando o Redskins selecionou o futuro MVP Mark Rypien na sexta rodada. Na temporada de 1986, o caminho para os playoffs foi ainda mais difícil, com os Redskins foi para a pós-temporada como um time de wild-card, apesar de ter uma campanha de 12-4. Eles venceram o Wild Card contra os Rams e depois venceu novamente no Divisional Round contra os Bears. Este jogo foi a 70ª vitória na carreira de Gibbs, que fez dele o melhor treinador da história dos Redskins. A temporada terminou na semana seguinte, quando os Redskins perderam para os Gians por 17-0.

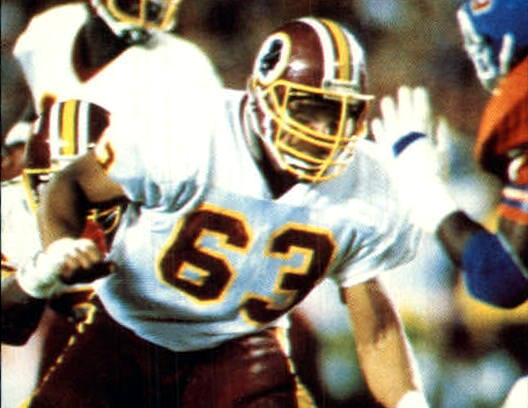
Os Redskins derrotaram os Broncos no Super Bowl XXII, ganhando seu segundo anel do Super Bowl.

A temporada de 1987 começou com uma greve de jogadores de 24 dias, reduzindo a temporada de 16 para 15 jogos. O Redskins ganhou seu segundo campeonato no Super Bowl XXII em 31 de janeiro de 1988, em San Diego, Califórnia. Os Redskins derrotaram o Denver Broncos por 42-10. Este jogo é mais famoso pelo excelente desempenho do quarterback Doug Williams, que passou para quatro touchdowns no segundo quarto a caminho de se tornar o primeiro quarterback negro a levar sua equipe à vitória no Super Bowl, além de ganhar o prêmio de MVP do Super Bowl. O novato running back Timmy Smith também teve um ótimo desempenho, correndo para um recorde do Super Bowl de 204 jardas.
Em 1988, os Redskins tiveram um bom início mas terminaram a termporada com uma campanha de 7-9.
Em 1989, os Redskins terminaram com uma campanha de 10-6, mas não foram para os playoffs. Essa temporada é mais lembrada pelo prolífico trio de wide receiver, apelidado de "The Posse", composto por Art Monk, Gary Clark e Ricky Sanders, que se tornaram o primeiro trio de receptores da história da NFL a ter mais de 1.000 jardas na mesma temporada. Além disso, em uma vitória na semana 14 contra o San Diego Chargers, o treinador, Joe Gibbs, alcançou a vitória de número 100 na carreira.
Os Redskins retornaram aos playoffs em 1990 como uma equipe de wild card, mas perderam no Divisional Round para os 49ers por 28-10.
A temporada de 1991 começou com a franquia tendo 11 vitórias consecutivas. O ataque de 1991 dos Redskins dominou a liga e marcou 485 pontos, o maior de todos os times na temporada de 1991 da NFL. A defesa de 1991 dos Redskins também foi dominante dando apenas 224 pontos no total, que foi a segunda melhor marca na NFL em 1991, enquanto também não permitiu um único ponto para os oponentes em 3 dos 16 jogos disputados nessa temporada. Depois de ter uma campanha de 14–2, os Redskins dominaram os playoffs, vencendo os Falcons e os Lions por uma pontuação combinada de 64–17.
Em 26 de janeiro de 1992, os Redskins venceram o Super Bowl XXVI ao derrotar o Buffalo Bills por 37-24. Mark Rypien ganhou o prêmio de MVP do Super Bowl. Após o Super Bowl, os Redskins estabeleceram outro recorde de franquia, enviando oito jogadores para o Pro Bowl. O Washington Redskins de 1991 são amplamente considerados um dos melhores times da história da NFL.
O sucesso dos Redskins em 1992 culminou em uma viagem para os playoffs como um time de wild card, mas eles perderam no Divisional Round para os 49ers por 20-13. O feito mais impressionante durante a temporada ocorreu em 12 de outubro de 1992, quando Art Monk se tornou o maior recebedor de passes de todos os tempos da NFL contra o Denver Broncos no Monday Night Football ao receber sua 820ª recepção na carreira. A era terminou em 5 de março de 1993, quando Joe Gibbs se aposentou depois de 12 anos com os Redskins. No que provou ser uma aposentadoria temporária, Gibbs buscou um interesse na NASCAR ao fundar a Joe Gibbs Racing.

### Fim da propriedade de RFK e Cooke (1993-1998)
Após o final do primeiro mandato de Gibbs, os Redskins contrataram o ex-jogador dos Redskins, Richie Petitbon, para ser o treinador principal na temporada de 1993. No entanto, seu primeiro e único ano como técnico principal, o Redskins terminou com uma campanha de 4-12. Petitbon foi demitido no final da temporada e em 2 de fevereiro de 1994, Norv Turner foi contratado como treinador depois de ser o coordenador ofensivo do Dallas Cowboys.
A temporada de 1994 foi ainda pior quando eles terminaram com uma campanha de 3-13, sua pior temporada em mais de 30 anos. Seu único ponto brilhante naquele ano veio em 9 de outubro de 1994, o linebacker Monte Coleman jogou em seu 206º jogo na carreira com os Redskins, que quebrou o recorde de Art Monk para mais jogos (Coleman se aposentou no final da temporada com 216 partidas). Eles melhoraram uma campanha de 6-10 em 1995.
Em 13 de março de 1996, o proprietário da Redskins, Jack Kent Cooke, o governador de Maryland, Parris Glendening, e o executivo do condado de Prince George, Wayne K. Curry assinaram um contrato que abriu o caminho para o início imediato da construção da nova casa dos Redskins (agora FedExField). Na temporada de 1996, Washington conquistou seu primeiro recorde de vitórias em 4 anos ao terminar com uma campanha de 9-7. Em 22 de dezembro de 1996, os Redskins jogaram seu último jogo no Robert F. Kennedy Memorial Stadium, uma vitória sobre o Dallas Cowboys por 37-10, e terminaram seu mandato no estádio com uma campanha de 173-102-3, incluindo 11-1 nos playoffs.
Em 6 de abril de 1997, Jack Kent Cooke, dono dos Redskins, morreu de insuficiência cardíaca congestiva aos 84 anos. Em seu testamento, Cooke deixou os Redskins para a Fundação Jack Kent Cooke, com instruções de que a fundação vendesse a equipe. Sua propriedade, liderada pelo filho John Kent Cooke, assumiu a propriedade dos Redskins e em seu serviço memorial, John Kent Cooke anunciou que o novo estádio em Landover, Maryland, seria batizado de Jack Kent Cooke Stadium. Em 14 de setembro de 1997, os Redskins jogaram pela primeira vez em seu novo estádio e venceram o Arizona Cardinals por 19-13 na prorrogação. Em 23 de novembro de 1997, eles jogaram contra o New York Giants e o resultado foi um empate de 7-7, o primeiro jogo que terminou empatado desde a temporada de 1971. Eles terminariam a temporada de 1997 com uma campanha de 8-7-1 e não foram para os playoffs pela quinta temporada consecutiva. Um ponto brilhante durante a temporada, no entanto, ocorreu em 13 de dezembro de 1997, quando Darrell Green jogou em seu 217º jogo na carreira nos Redskins, quebrando o recorde de Monte Coleman para mais jogos disputados.
A temporada de 1998 começou com uma sequência de sete derrotas e os Redskins terminaram com uma campanha de 6-10.

### Era de propriedade de Daniel Snyder (1999–2023)

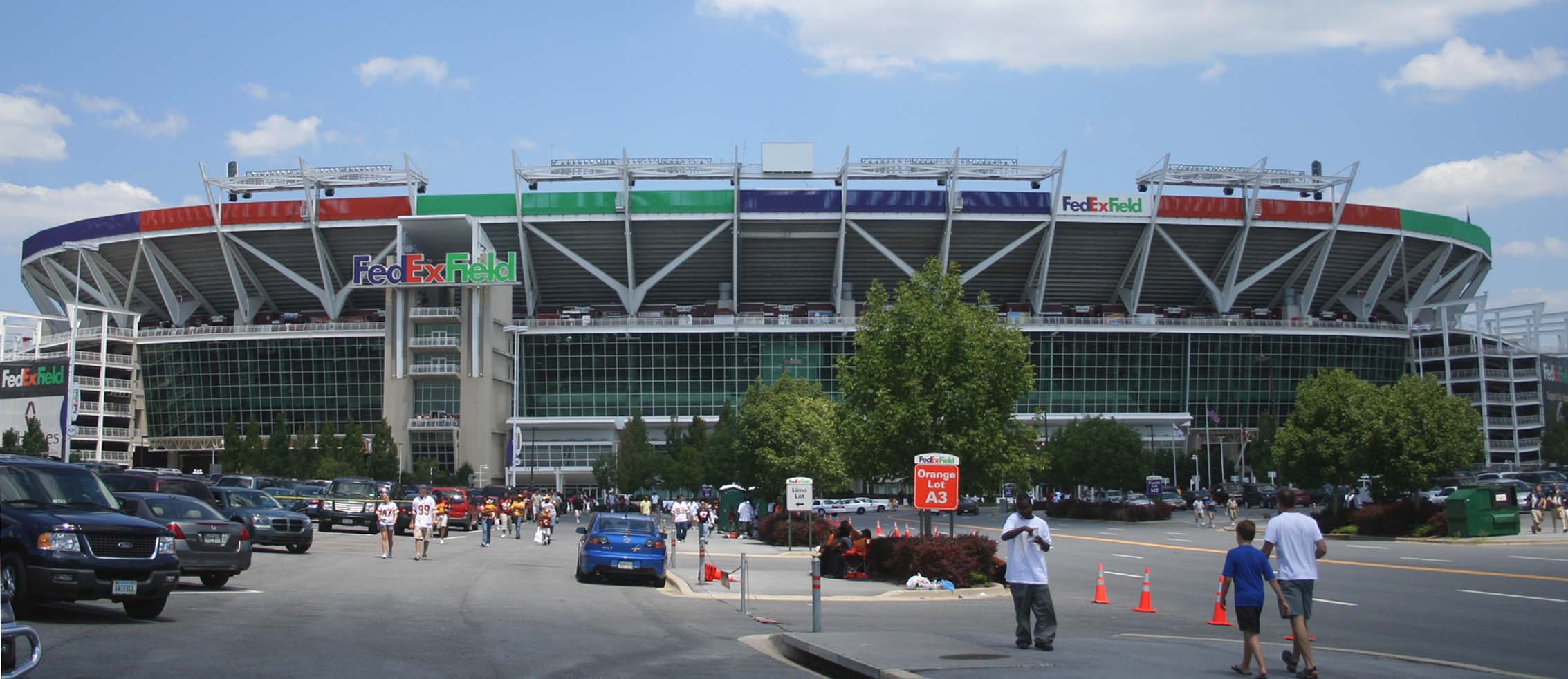
O Northwest Stadium

Após duas temporadas, John Kent Cooke foi incapaz de levantar fundos suficientes para comprar permanentemente os Redskins, e em 25 de maio de 1999, Daniel Snyder obteve aprovação unânime (31–0) dos donos da liga e comprou a franquia por US $ 800 milhões. Foi o acordo de compra de equipe mais caro da história do esporte. Um de seus primeiros atos como dono de equipe ocorreu em 21 de novembro de 1999, quando ele vendeu os direitos de nome do Jack Kent Cooke Stadium para a maior oferta, a Federal Express, que rebatizou o estádio como FedExField. Em 2024, o estádio mudou de nome para Northwest Stadium
Na primeira temporada de Snyder como dono, o Redskins terminou com uma campanha de 10-6, incluindo uma sequência de quatro vitórias no início da temporada, e chegou aos playoffs pela primeira vez na carreira de Norv Turner (e pela primeira vez para os Redskins desde 1992). O running back Stephen Davis correu para um recorde de 1.405 jardas e o quarterback Brad Johnson completou um recorde de 316 passes e jogou para mais de 4.000 jardas naquela temporada. Eles então venceram o Detroit Lions na primeira rodada dos playoffs, mas perderam para os Buccaneers por 14-13.
Na temporada de 2000, eles tinham uma campanha de 7-6, e em 4 de dezembro de 2000, Norv Turner foi demitido como treinador. Terry Robiskie foi nomeado treinador interino para terminar a temporada, que terminou com uma campanha de 8-8. Durante o último jogo da temporada, em 24 de dezembro de 2000, Larry Centers se tornou o líder de todos os tempos da NFL em recepções com 685 recepções.

#### Marty Schottenheimer (2001)
Em 3 de janeiro de 2001, os Redskins contrataram o ex-treinador dos Browns e Chiefs, Marty Schottenheimer, como treinador principal. A temporada de 2001 começou com uma derrota para o San Diego Chargers por 30-3, dois dias antes dos ataques de 11 de setembro de 2001. Em 13 de setembro de 2001, os Redskins anunciaram o estabelecimento do Fundo de Auxílio para ajudar as famílias das vítimas do ataque no Pentágono. Durante o curso da temporada, os Redskins arrecadaram mais de US $ 700.000. Eles terminaram a temporada com uma campanha de 8-8 e Schottenheimer foi demitido após o jogo final.
Snyder mais tarde disse em uma entrevista de 2013 sobre a demissão de Schottenheimer, "Eu gosto de Marty e ainda falo com ele até hoje, somos bons amigos, ele ainda estaria aqui se não quisesse fazer tudo. Ele insistia em fazer tudo, isso era algo que eu não acho que funciona, um cara não pode fazer tudo, ele era uma máquina, ele não deixaria de lado o pessoal e nos daria uma chance de mais energia de equipe."

#### Era Steve Spurrier (2002-2003)
Em 14 de janeiro de 2002, Snyder contratou o ex-técnico da Universidade da Flórida, Steve Spurrier, o quinto treinador-chefe dos Redskins em 10 anos. Eles terminaram com uma campanha de 7-9, sua primeira temporada com mais derrotas desde 1998. Um momento agridoce durante a temporada ocorreu em 29 de dezembro de 2002, quando Darrell Green concluiu sua 20ª e última temporada enquanto os Redskins derrotaram os Cowboys por 20-14 no FedExField (atual Northwest Stadium). Durante suas 20 temporadas, ele estabeleceu um recorde da NFL de mais temporadas consecutivas com pelo menos uma interceptação (19) e um recorde do Redskins para mais jogos na temporada regular (295) e mais jogos sendo titular (258).
Os Redskins terminaram a temporada de 2003 com uma campanha de 5-11, o pior desde 1994. A nota brilhante da temporada foi em 7 de dezembro de 2003, quando o Defensive end Bruce Smith sacou o quarterback dos Giants, Jesse Palmer, no quarto período. Com seu 199ª sack da carreira, ele quebrou a marca da NFL de todos os tempos de Reggie White (Smith terminou a temporada com 200 sacks na carreira). Depois de dois anos medíocres, Spurrier renunciou depois da temporada de 2003, faltando três anos para o contrato.

#### Retorno de Joe Gibbs (2004-2007)
Para a temporada de 2004, Snyder conseguiu atrair o ex-técnico Joe Gibbs para retornar como treinador principal e presidente da equipe. Seu emprego veio com uma promessa de diminuição da intervenção nas operações de futebol de Snyder. Snyder também expandiu o FedExField  para uma capacidade de 91.665 lugares. O retorno de Gibbs à franquia não pagou dividendos instantâneos quando os Redskins terminaram a temporada de 2004 com uma campanha de 6-10.
Apesar de uma defesa impressionante, o time ofensivamente não foi bem. O quarterback Mark Brunell - uma aquisição vindo do Jacksonville Jaguars - não foi bem em sua primeira temporada e foi substituído no meio da temporada pelo reserva Patrick Ramsey. Por outro lado, algumas das novas contratações de Gibbs, como o cornerback Shawn Springs e o linebacker Marcus Washington, foram muito bem sucedidas. Os Redskins também escolheram Sean Taylor, da Universidade de Miami, durante o draft na primeira temporada de Gibbs.

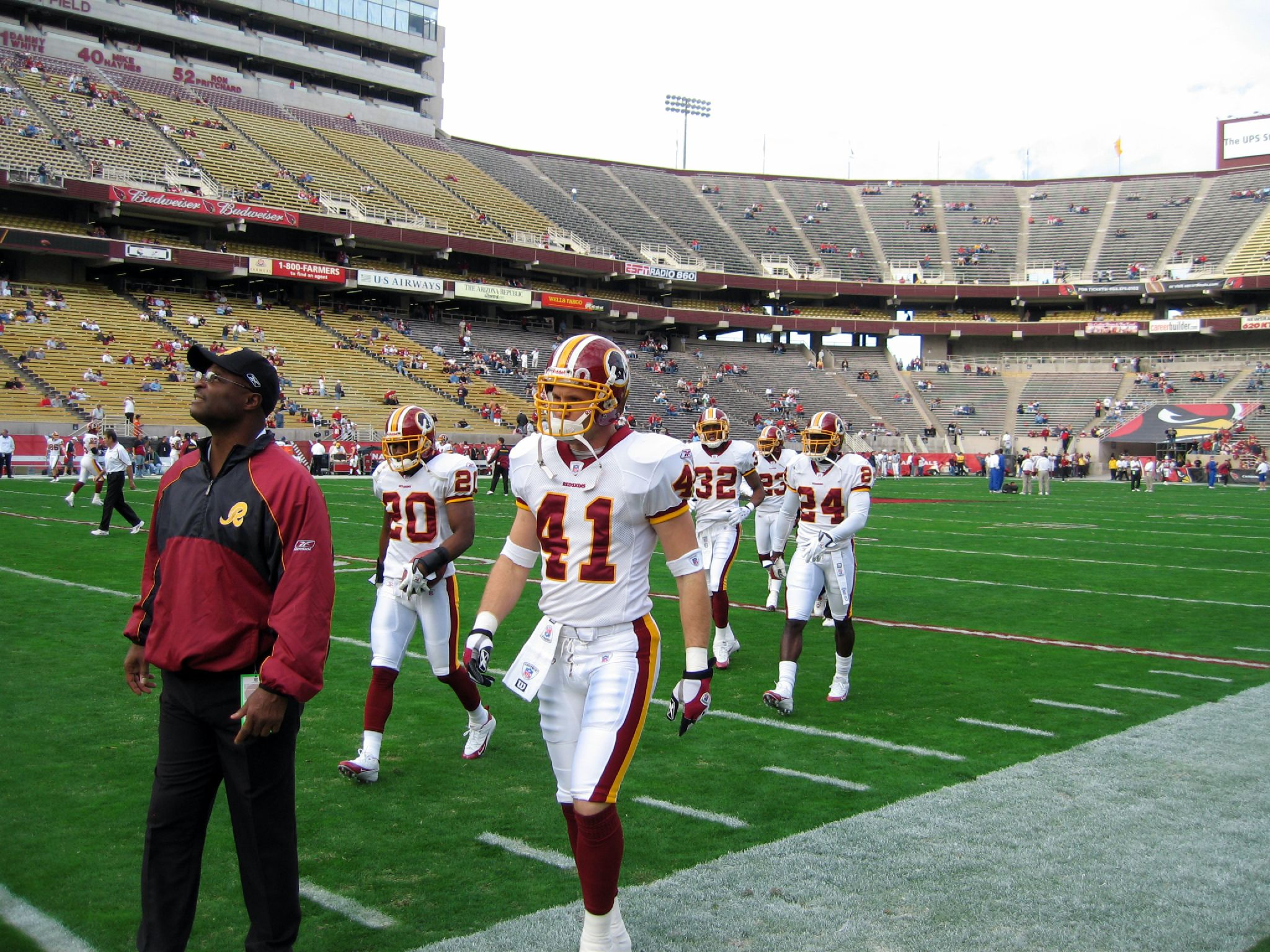
Redskins no campo em 2005

O início da temporada de 2005 começou com três vitórias, mas eles tiveram uma queda, perdendo seis dos oito jogos seguintes, que incluíram três derrotas consecutivas em novembro, e as chances de seus playoffs pareciam sombrias.
No entanto, os Redskins, em seguida, passaram a registrar cinco vitórias consecutivas no final da temporada e terminaram a temporada com uma campanha de 10-6, conquistando seu primeiro vaga nos playoffs desde 1999.
No wild card, eles enfrentaram o Tampa Bay Buccaneers em 7 de janeiro de 2006. Os Redskins ganharam por 17-10. Naquele jogo, os Redskins quebraram o recorde de menor número de jardas ofensivas (120) obtidos em uma vitória nos playoffs, com um de seus dois touchdowns sendo de uma corrida defensiva após uma recuperação de fumble. No fim de semana seguinte, eles jogaram contra os Seahawks, que derrotaram os Redskins por 20-10, terminando suas esperanças de alcançar seu primeiro NFC Championship Game desde 1991.

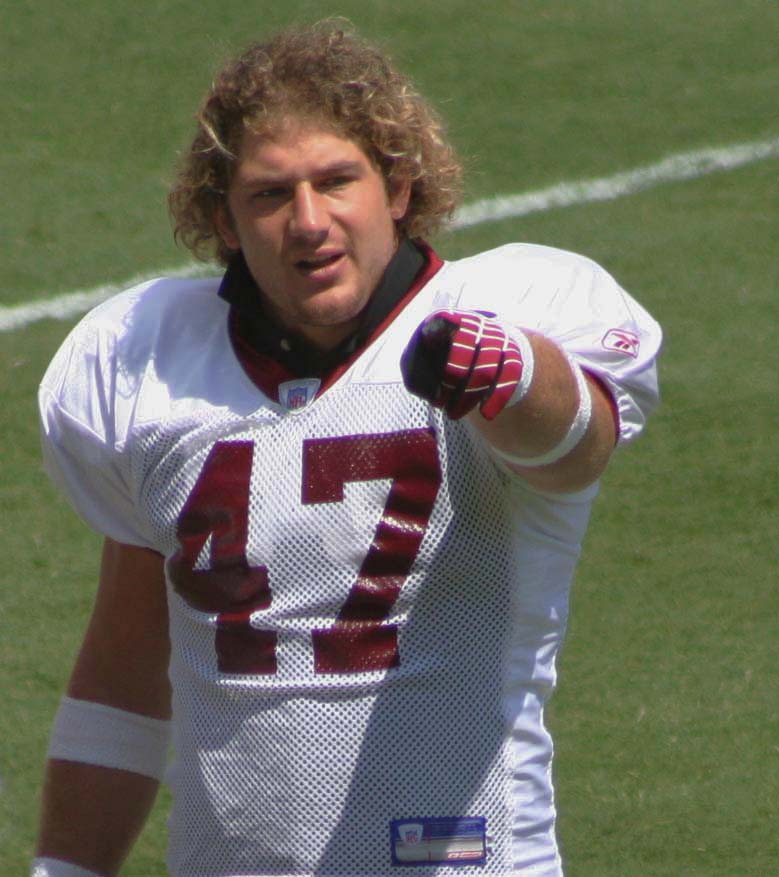
Chris Cooley foi um Tight end titular dos Redskins nos anos 2000

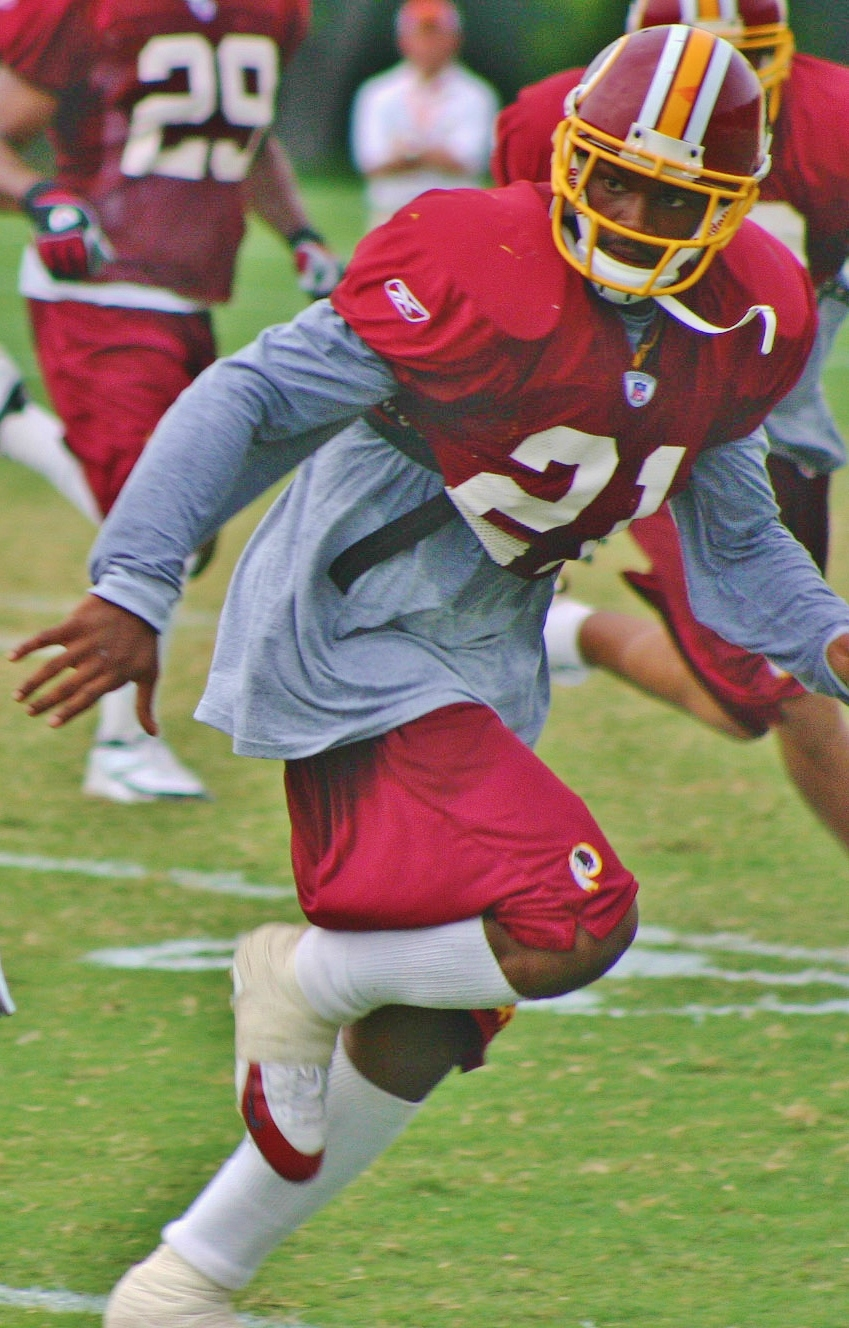
O Safety Sean Taylor durante um treino

A primeira grande mudança do período de entressafra de 2006 foi a contratação do coordenador ofensivo do Kansas City Chiefs, Al Saunders, como treinador adjunto. Gibbs também adicionou o ex-coordenador defensivo do Buffalo Bills, Jerry Gray, à sua equipe como técnico da Secundária/ Cornerbacks e perdeu o treinador de quarterbacks Bill Musgrave para os Falcons. Os Redskins também escolheram os futuros titulares Rocky McIntosh, Anthony Montgomery, Reed Doughty e Kedric Golston no Draft de 2006.
Depois de vencer apenas três dos nove primeiros jogos da temporada de 2006, Gibbs trocou o quarterback Brunell pela escolha de primeiro round do draft, Jason Campbell. Depois de perder seu primeiro jogo como titular para Tampa Bay, Campbell conseguiu sua primeira vitória na NFL contra o Carolina Panthers, tirando os Redskins de uma sequência de três derrotas.
Eles terminaram o ano com uma campanha de 5-11, o que resultou na última posição na NFC East, e a única equipe na divisão a não conseguir chegar aos playoffs. Isso marcou a segunda temporada com mais derrotas do segundo mandato de Joe Gibbs como treinador principal dos Redskins. Apesar dos fracassos da temporada de 2006, o ano teve bons pontos como o running back Ladell Betts e o Quarterback Campbell.
A temporada de 2007 do Washington Redskins foi a 75ª temporada da franquia e a equipe alcançou uma campanha de 9-7 e uma aparição nos playoffs. Nos playoffs, o Washington Redskins perdeu por 35-14 para o Seattle Seahawks no Wild Card.

#### Era Jim Zorn (2008–2009)

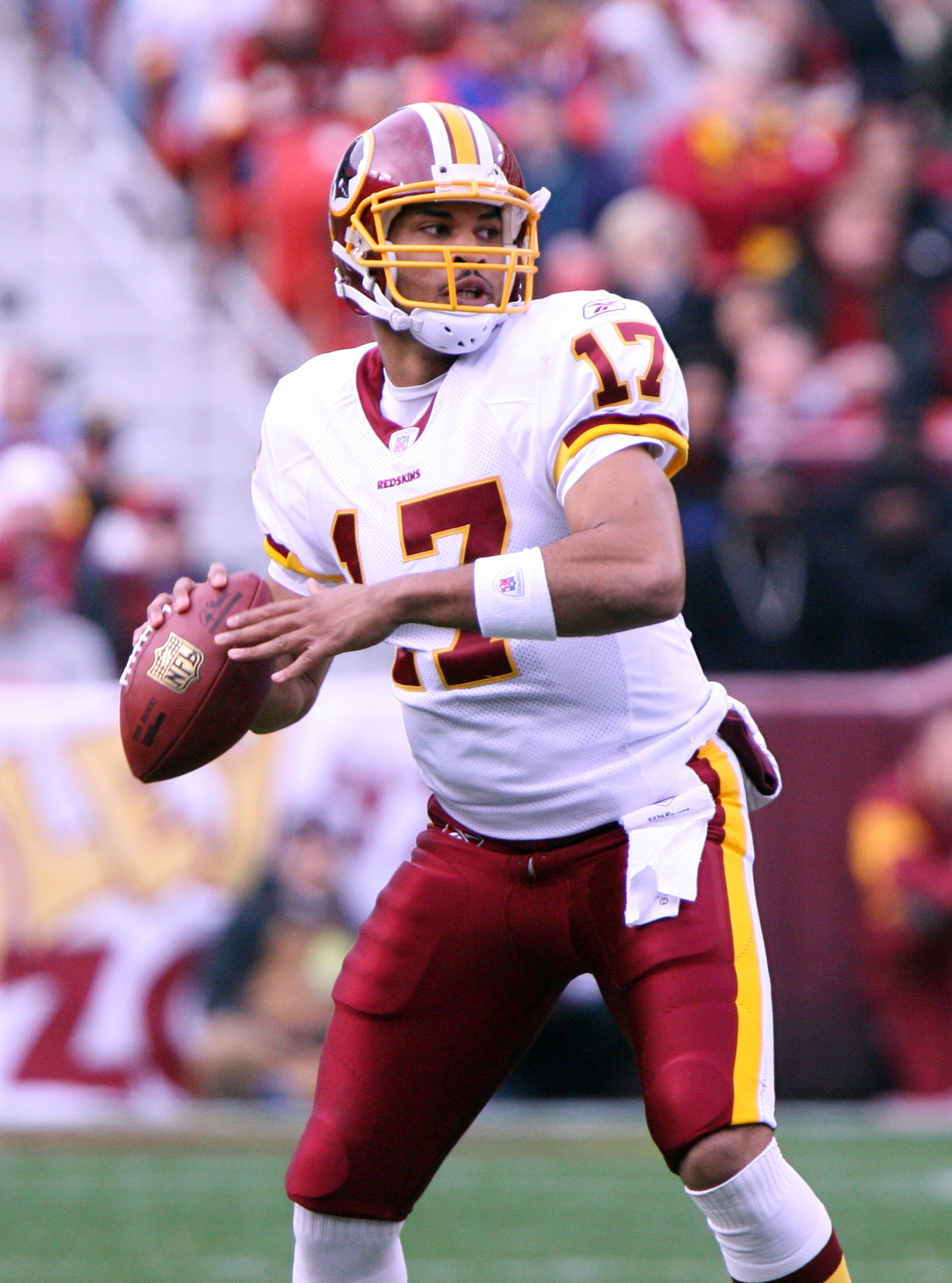
o quarterback Jason Campbell jogou nos Redskins de 2005-2009

O Washington Redskins esperava retornar aos playoffs em 2008, mas não conseguiu, terminando a temporada com uma campanha de 8-8. Depois que Joe Gibbs anunciou sua aposentadoria, Jim Zorn foi contratado como treinador principal.
A sorte dos Redskins continuou a cair em 2009, já que eles perderam dois dos quatro primeiros jogos. A equipe terminou com uma campanha de 4-12. Jim Zorn foi demitido e substituído por Mike Shanahan depois da temporada.

#### Era Mike Shanahan (2010–2013)
A off-season de 2010 traria uma surpresa quando em 4 de abril, o QB dos Eagles, Donovan McNabb, forçou sua equipe a trocá-lo com os Redskins. Washington continuou com uma antiga tradição de jogar contra o arqui-rival Cowboys na primeira semana da temporada. Ambas as equipas não foram impressionantes, mas os Redskins finalmente venceram por 13-10.
Depois de perder para Nova York em casa no último jogo da temporada, os Redskins terminaram o ano com uma campanha de 6-10 e novamente ficaram com o 4º lugar na divisão.
A era McNabb chegou a um fim abrupto quando ele foi negociado para Minnesota em agosto de 2011. Depois de Clinton Portis ser cortado por causa de uma lesão, os Redskins não tinham nenhum jogador ofensivo importante, exceto Santana Moss. Mike Shanahan surpreendeu a maioria dos observadores por sua decisão de nomear John Beck, um obscuro QB, como o titular.
No entanto, Shanahan de repente inverteu a direção, nomeando o veterano Rex Grossman para a posição inicial. Eles terminaram a temporada com uma campanha de 5-11.

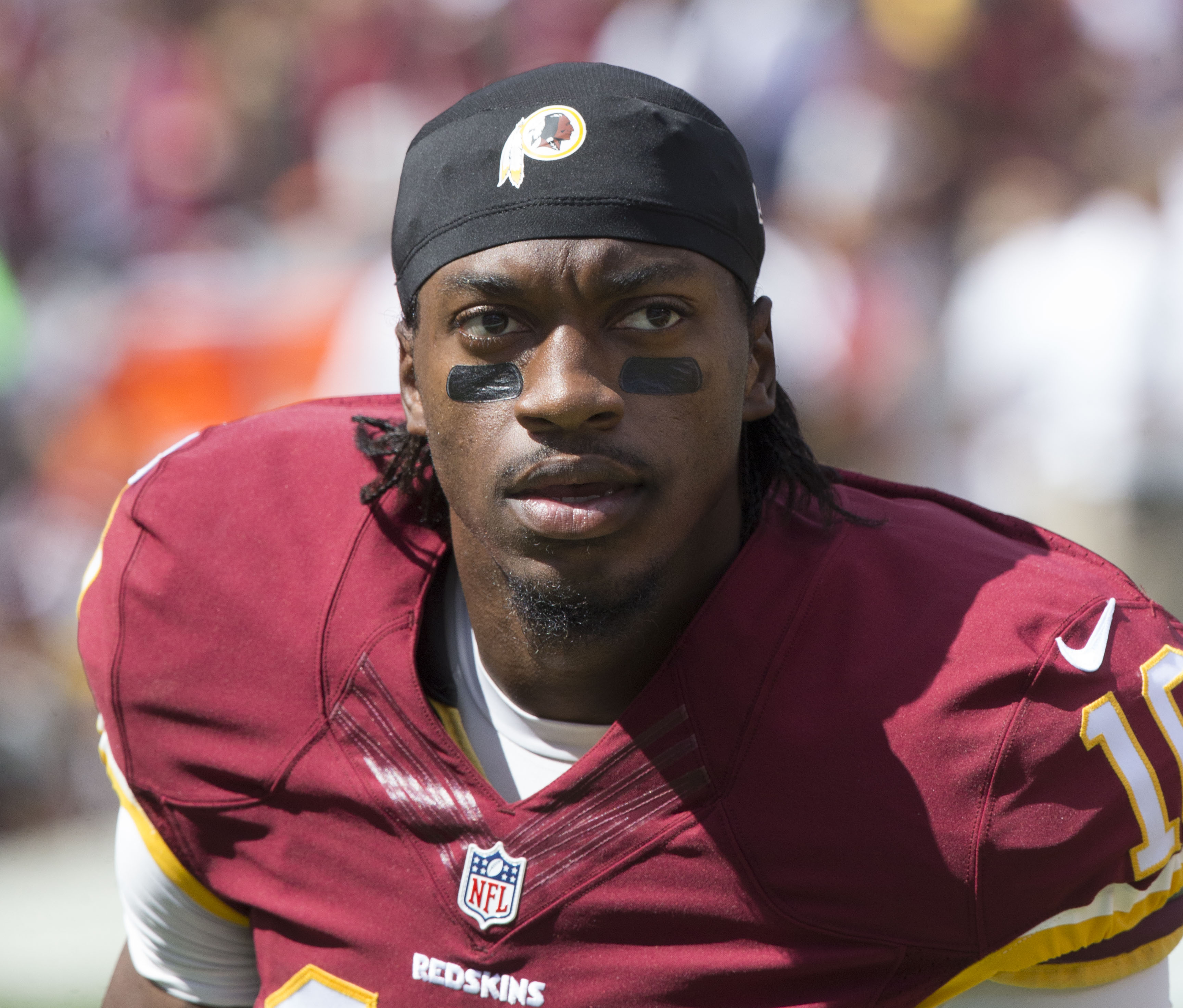
O quarterback Robert Griffin III venceu o prêmio de Novato do Ano de 2012, ao mesmo tempo em que liderou a equipe ao título da divisão desde 1999.

Os Redskins trocaram todas as suas escolhas de draft para selecionaram o QB de Baylor, Robert Griffin III, no draft de 2012. Embora a necessidade por um QB fosse óbvia, muitos especialistas em futebol americano duvidavam da sabedoria de tal troca para um jogador. Griffin silenciou seus críticos na semana 1, quando Washington venceu os Saints em  Nova Orleans. O novato QB jogou para 320 jardas e dois passes para TD na vitória por 40-32.
A terminou com ua campanha de 10-6, ganhando a divisão e indo para os playoffs. Nos playoffs, eles perderam no wild card para o Seattle Seahawks por 24-14.
Depois de vencer a NFC East na temporada anterior, as esperanças foram altas para uma repetição em 2013. No entanto, essas esperanças foram em vão, pois controvérsias aconteceram durante todo o ano e levaram a desastrosa campanha de 3-13. Esta foi a pior campanha em temporada regualr que os Redskins tiveram desde 1994. Embora a maioria dos jogadores tenha um ano de baixa em relação à temporada passada, Pierre Garçon teve sua melhor temporada estatisticamente, ele quebrou o recorde de 29 anos da franquia de Art Monk de mais recepções em uma única temporada. Garcon teve 113 recepções no total.
Os Washington Redskins demitiram Shanahan e a maioria de seus funcionários em 30 de dezembro de 2013.

#### Era Jay Gruden (2014 – 2019)
Em 9 de janeiro de 2014, os Redskins contrataram Jay Gruden como seu treinador principal. Gruden tornou-se o oitavo treinador da equipe desde que Daniel Snyder comprou a franquia em 1999. Gruden perdeu seu primeiro jogo na temporada regular como treinador da NFL contra o Houston Texans por 17-6. Na semana seguinte, Gruden ganhou seu primeiro jogo como treinador da NFL contra o Jacksonville Jaguars por 41-10.
Gruden e os Redskins lutaram durante toda a temporada, tendo três quarterbacks titulares diferentes, e terminaram a temporada com uma campanha 4-12. O coordenador defensivo, Jim Haslett, foi demitido no final da temporada.
Os Redskins conquistaram o título da divisão NFC East na temporada de 2005, depois de venceram o Philadelphia Eagles na semana 16 por 38-24. O título da divisão foi o terceiro desde que Snyder assumiu a propriedade da equipe e foi o primeiro desde a temporada de 1999 a ser conquistada antes da semana 17. Os Redskins receberam o Green Bay Packers na rodada do Wild Card em 10 de janeiro de 2016, mas perderam por 35-18, terminando a temporada de 2015.

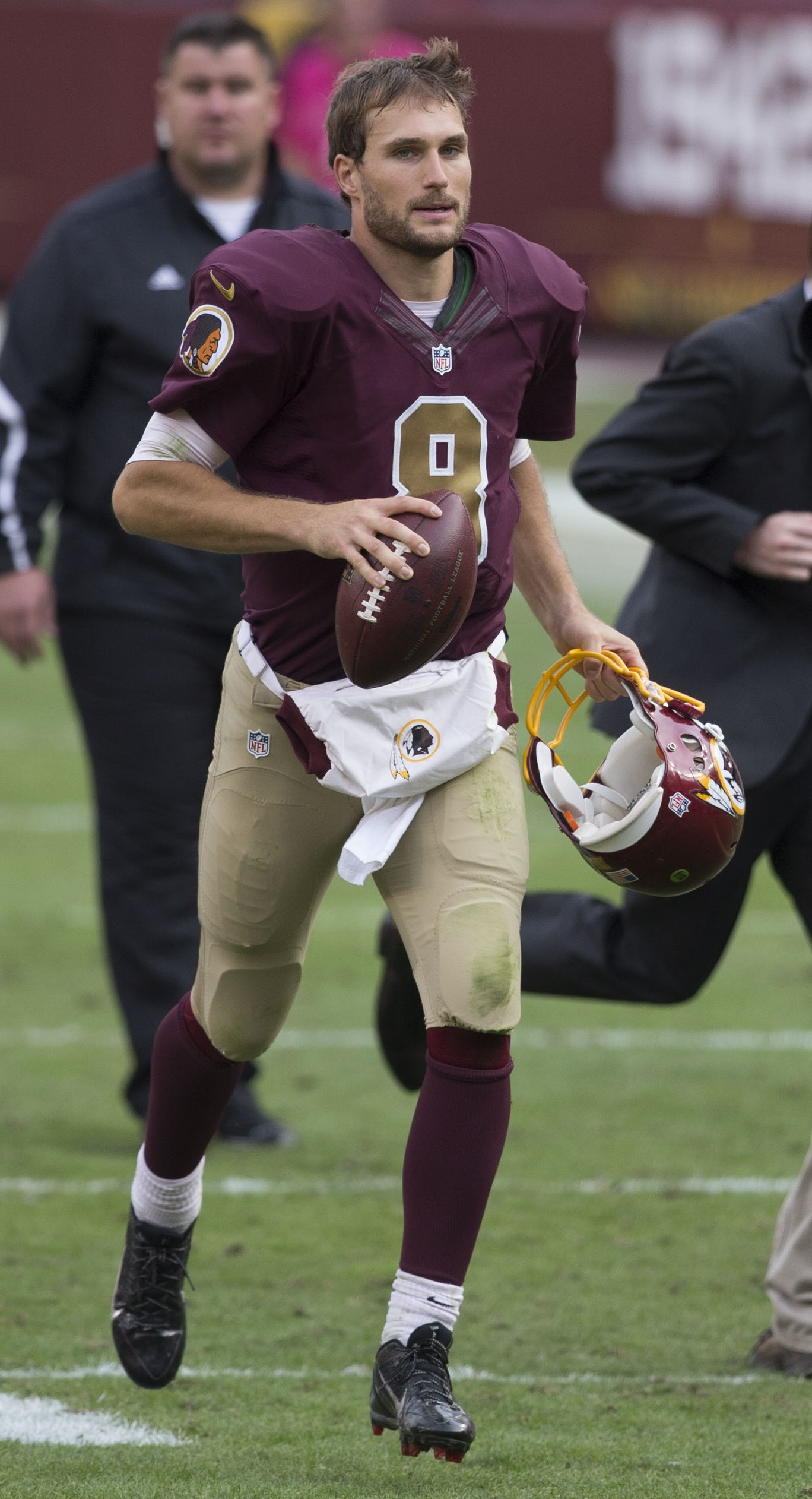
O quarterback Kirk Cousins após a vitória contra o Tampa Bay Buccaneers em 2015.

Kirk Cousins, que assumiu como quarterback titular na pré-temporada, terminou a temporada com 29 touchdowns, 4,166 jardas e um percentual de conclusão de 69,8%. Sua porcentagem de conclusão liderou a liga, enquanto seus 29 touchdowns empataram em segundo lugar na lista de temporada única de franquia.
A ofensa da equipe em 2016 estabeleceu vários recordes de franquia, incluindo mais de 6.000 jardas totais, o que foi apenas a terceira vez na história da franquia que a equipe conseguiu. O quarterback Kirk Cousins também estabeleceu recordes de times em tentativas, completações e passes, quebrando muitos de seus recordes que ele havia estabelecido em 2015. DeSean Jackson, Pierre Garçon, Jamison Crowder, Robert Kelley, Chris Thompson, Jordan Reed, Vernon Davis e Matt Jones terminaram a temporada com pelo menos 500 jardas do scrimmage, empatando o New Orleans Saints 2011 em uma única temporada na história da NFL.
Apesar dos inúmeros recordes, os Redskins não foram para os playoffs, no entanto, os Redskins ainda terminaram a temporada com uma campanha de 8-7-1, dando à equipe suas primeiras temporadas consecutivas com mais vitórias do que derrotas em quase 20 anos.
A temporada de 2017 foi a 85ª da equipe. Kirk Cousins teve sua terceira temporada consecutiva com 4.000 jardas. Pela quinta temporada consecutiva, os Redskins não foram para os playoffs, terminando a temporada com uma campanha de 7-9. Também foi a última temporada que Cousins jogou nos Redskins antes de se juntar ao Minnesota Vikings após a temporada, terminando seu mandato de 6 anos como QB titular. Na temporada de 2019, após o time perder os primeiros quatro jogos do ano, o Redskins dispensaram Gruden. O time contratou Ron Rivera para seu lugar.

### Mudança de nome
Para a temporada de 2020 da NFL, o time anunciou na inter-temporada que estaria abandonando o nome Redskins, considerado um termo pejorativo contra nativos americanos. A mudança veio no contexto de protestos contra discriminação racial pelos Estados Unidos que impôs pressão nos donos do time para mudar o nome da franquia. Em julho, após receber autorização da NFL, Washington formalmente anunciou que abandonou o velho nome. O nome provisório Washington Football Team começou a ser utilizado a partir da temporada de 2020, e continuou sendo utilizado durante a temporada de 2021, porém, a franquia contratou uma agência para fazer o processo de rebranding. Segundo o presidente do time, Jason Wright, o novo nome e logo seriam revelados no começo do ano de 2022, nenhum nome em potencial foi divulgado oficialmente, porém, o presidente faz questão de enfatizar que a marca não faria nenhum tipo de referência a nativos americanos.
Em 2 de fevereiro de 2022, o time de Washington  anunciou formalmente que havia mudado seu nome para "Commanders" a partir da temporada daquele ano.

### A era Josh Harris (2024–presente)
Sob pressão de outros proprietários da liga, Dan Snyder contratou o BofA Securities em 2022 para explorar a venda do Washington Commanders. Em maio de 2023, Snyder concordou em vender o time para um grupo liderado por Josh Harris por US$ 6,05 bilhões, o preço mais alto já pago por uma equipe esportiva. A venda foi aprovada pela NFL em julho de 2023. Em 2024, os Commanders investiram US$ 75 milhões na melhoria de seu estádio. No entanto, o time terminou a temporada de 2023 com um fraco recorde de 4-13, o pior da liga, o que resultou na demissão do técnico Ron Rivera. Em 2024, Adam Peters foi contratado como gerente geral, e o ex-treinador dos Falcons, Dan Quinn, assumiu a mesma função. A equipe também recrutou o quarterback Jayden Daniels como segundo geral após trocar Sam Howell para os Seahawks.

## Logotipos e uniformes

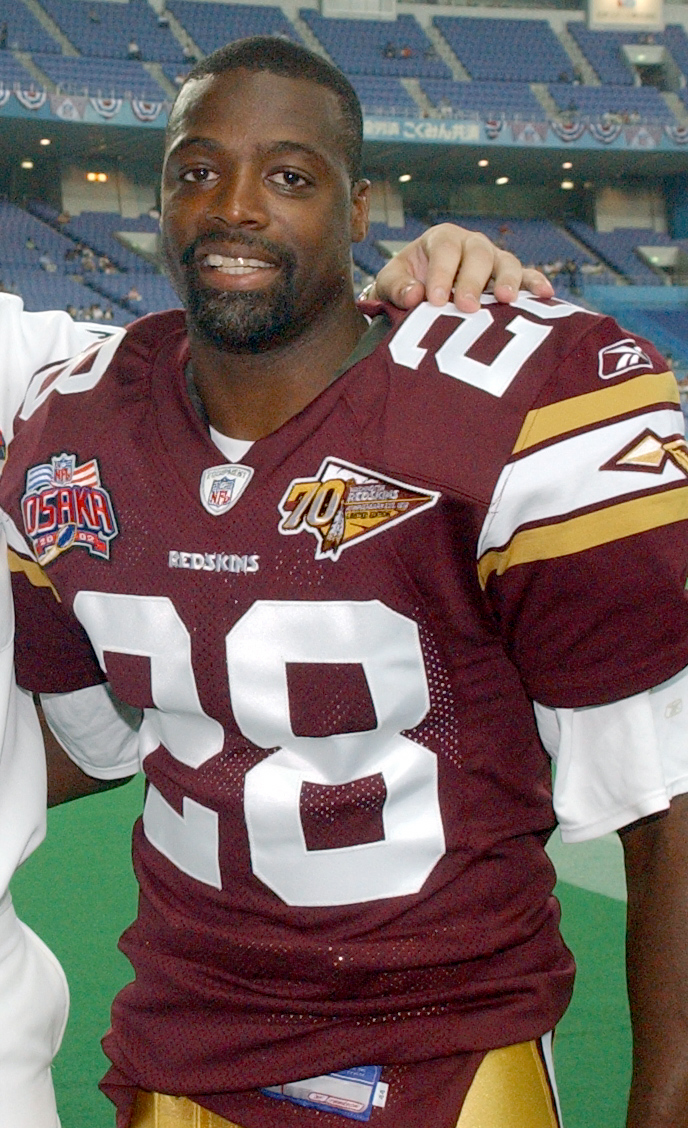
Em Osaka, Japão, Darrell Green, lendário jogador do Washington Redskins.

As cores primárias do Washington são vinho e ouro. Continuamente de 1961 a 1978, os Redskins usavam calças de ouro com as camisas branca e vinho, embora os detalhes das camisetas e calças mudassem algumas vezes durante esse período. Máscaras de ouro foram introduzidas em 1978 e permanecem até hoje. Desde o início da era de Joe Gibbs até 2010, os Redskins eram uma das três equipes da NFL que usavam suas camisas brancas em casa (sendo as outras, Dallas Cowboys e Miami Dolphins).
De 1981 a 2009, suas camisas bordô foram usadas principalmente quando a equipe adversária decidiu usar branco em casa, que vem principalmente contra o Dallas Cowboys e, ocasionalmente, o Philadelphia Eagles, e foi normalmente usado sobre calças brancas. De 1981 a 2000, os Redskins usavam suas camisas brancas sobre calças cor de vinho quase exclusivamente em casa. Em 1994, como parte de uma comemoração do 75º aniversário da NFL, durante alguns jogos, os Redskins usavam uniformes especiais que imitavam os uniformes usados pela equipe em sua temporada inaugural em 1937. Em 2001, os Redskins usavam Borgonha para todos os jogos em casa na pré-temporada e na temporada regular, por decisão de Marty Schottenheimer, seu treinador naquele ano. Em 2002, a equipe comemorou o transcurso de 70 anos desde a sua criação como Boston Braves em 1932 e usavam um uniforme especial de camisa bordô sobre calças de ouro que mais ou menos se assemelhava aos uniformes de casa usados de 1969 a 1978. Os capacetes usados com esse uniforme especial durante aquele ano foram uma reprodução dos capacetes usados pela equipe de 1965 a 1969. Este uniforme especial em casa também foi usado durante um jogo em 2003. Em 2004, quando Joe Gibbs se tornou o treinador dos Redskins mais uma vez, a equipe voltou a usar camisa branca em casa; Nos 16 anos de Gibbs como técnico principal, a equipe nunca vestiu camisas da Borgonha em casa, até mesmo vestindo uma camisa branca em 2007.
Suas camisas brancas forneceram três combinações básicas de cores, duas das quais foram anteriormente mencionadas neste artigo. A última combinação consiste em camisas e calças brancas. Essa combinação surgiu no primeiro jogo da temporada de 2003, quando a equipe foi treinada por Steve Spurrier, durante um jogo televisionado nacionalmente contra o New York Jets, o que levou muitos fãs do esportes e dos Redskins a afirmarem que nunca tinham visto essa combinação antes. Naquele ano, os Redskins usaram mais duas vezes. Essa combinação não apareceu novamente até a metade da temporada de 2005, quando os Redskins enfrentaram o St. Louis Rams.
Após o período branco sobre branco que durou de meados / final de 2005 em 2006, o uniforme clássico de camisas brancas sobre calças bordô reapareceu em 26 de novembro de 2006, em um jogo em casa contra os Carolina Panthers. A decisão de retornar ao visual clássico pode ter simbolizado o desejo da equipe de virar uma nova página em sua temporada de 2006, que tinha sido muito opaca antes daquele jogo.
Em comemoração ao 75º aniversário da franquia, os Redskins usaram um uniforme especial para o jogo de 23 de setembro de 2007 contra o New York Giants. Os jogadores usavam uma camisa branca com 3 bordados e 2 listras douradas em cada manga e o logotipo do 75º aniversário no lado esquerdo do peito. As calças eram douradas, com uma faixa branca bordada por uma faixa cor de vinho de cada lado, correndo de cada lado. O capacete era de cor dourada com um logotipo "R". Os estilos de capacete e uniforme (além do patch de aniversário e da posição dos números mais altos) eram os mesmos que os usados nas franquias de 1970-71.
Em 2011, eles usariam a camisa bordô com calças douradas para cinco jogos em casa. No ano seguinte, a equipe usaria um uniforme retrô da equipe de 1937, notável por um capacete que, em vez de ser branco ou incluir a insígnia da equipe, apresentava um padrão destinado a invocar os capacetes de couro simples usados na época - em um jogo contra os Carolina Panthers, em homenagem à temporada de campeões da equipe.
Em 2013, uma recém-implementada regra da NFL afirmou que as equipes não poderiam usar capacetes alternativos por conta da segurança do jogador. Devido a isso, os Redskins usariam os uniformes de 1937 com o capacete normal em um jogo contra o San Diego Chargers. Naquele ano, também veria a equipe remover sua gola bordô de sua camisa branca, a fim de ter melhor consistência com os novos uniformes da Nike, que estreou na temporada anterior. Para 2014, a equipe largou a calça branca e, nas duas próximas temporadas, vestiu a calça cor de ouro em tempo integral com seus uniformes padrão, embora a calça cor de vinho tenha voltado como parte do uniforme da equipe a partir de 2016.
Em 2017, a Nike deu aos Redskins um uniforme todo-ouro para o programa Color Rush, mas a equipe se recusou a usá-lo, sugerindo que o visual era berrante. Em vez disso, os Redskins usavam uniformes, calças, meias e chuteiras Borgonhas para o jogo contra os Cowboys em novembro. Para 2018, os Redskins substituíram as calças de ouro por calças brancas.

## Controvérsia de nome e logotipo
O nome e logotipo do Washington Redskins é parte de uma grande controvérsia sobre o uso de nomes nativos americanos, imagens e símbolos por equipes esportivas não-nativas, mas recebe a maior atenção do público devido à proeminência da equipe localizada na capital e o próprio nome sendo definido nos dicionários atuais do inglês americano como "geralmente ofensivo", "depreciativo", "insultuoso" e "tabu".
Indivíduos, tribos e organizações indígenas americanas vêm questionando o uso do nome e da imagem há décadas. Na década de 1940, o Congresso Nacional dos Índios Americanos (NCAI) criou uma campanha para eliminar os estereótipos negativos dos povos nativos americanos na mídia. Com o tempo, a campanha começou a se concentrar em nomes indianos e mascotes nos esportes. A NCAI afirma que equipes com mascotes como os Braves e os Redskins perpetuam os estereótipos negativos dos povos nativos americanos e diminuem suas tradições e rituais nativos. A NCAI divulgou um novo relatório em 2013, resumindo a oposição a mascotes e nomes de equipes em geral, e os Washington Redskins em particular.
Em resposta à contínua controvérsia, o dono da equipe, Dan Snyder, enviou uma carta aberta aos fãs publicada no The Washington Post em 9 de outubro de 2013. Na carta, Snyder afirma que o significado mais importante do nome Redskins é a associação que os fãs tem de sua história pessoal com a equipe. Snyder também afirma que o nome foi escolhido em 1933 para homenagear os nativos americanos em geral e o treinador e quatro jogadores da época que eram nativos americanos; e que em 1971 o então técnico George Allen consultou o Red Cloud Athletic Fund na reserva de Pine Ridge ao projetar o logotipo. Os defensores também afirmam que a maioria dos nativos americanos não está ofendida, com base em uma pesquisa de opinião pública em 2004, na qual 90% daqueles que se identificaram como índios americanos responderam que "não se incomodaram" com o nome "Redskins". No entanto, em um comentário publicado logo após a pesquisa, quinze acadêmicos nativos americanos colaboraram em uma crítica que afirmava que havia tantas falhas no estudo de Annenberg que, em vez de serem uma medida da opinião dos nativos americanos, era uma expressão de "privilégio branco". e "colonialismo". Diversos esportistas da ESPN optaram por se recusar a usar a palavra Redskins nas transmissões de televisão, depois que a rede afirmou que eles não precisavam usar o termo se o considerassem ofensivo. Outros esportistas de redes alternativas optaram por uma postura similar.
Em maio de 2016, o Washington Post divulgou uma pesquisa com nativos americanos autodefinidos que produziram os mesmos resultados da pesquisa de Annenberg, na qual 90% dos 504 entrevistados "não se incomodaram" com o nome da equipe. Grupos nativos americanos responderam com muitas das mesmas críticas. A diretora executiva da NCAI, Jacqueline Pata, declarou: "A pesquisa não reconhece os impactos psicológicos que esses nomes e imagens racistas têm sobre os índios americanos e nativos do Alasca. Não é respeitoso com quem somos como nativos. Essa pesquisa ainda não está certa".
Em junho de 2014, o TTAB (Trademark Trial and Appeal Board) votou pelo cancelamento das seis marcas mantidas pela equipe em uma decisão de dois para um que considerou que o termo "redskins" é depreciativo para um "composto substancial de nativos americanos".
Em 13 de dezembro de 2017, um grupo ativista nativo americano conhecido como Rising Hearts criou vários sites que faziam parecer que os Redskins tinham concordado em mudar seu nome para Washington Redhawks. Os organizadores afirmaram que sua intenção é estimular o debate que acabaria por levar a uma mudança de nome real. Eles afirmaram que seu esforço deveria ter sido tomado como sátira e ficaram surpresos que os Redskins emitiram uma declaração.
Em resposta à possibilidade de a equipe retornar ao Distrito de Colúmbia em um novo estádio, uma coalizão de nove organizações de direitos civis, incluindo a NAACP, emitiu uma declaração em agosto de 2018 de que tal medida não deveria ser feita a menos que a equipe concorde em mudar o nome, chamando-a de uma ofensa racial.
Em 2020, a direção da equipe, com apoio da NFL e dos investidores, anunciou que estaria abandonando o nome Redskins. Enquanto um novo nome era discutido, o time jogaria sob o nome de Washington Football Team. EM 2022, o time formalmente mudou seu nome para Commanders.

## Rivalidades

### Dallas Cowboys
A rivalidade Cowboys-Redskins é uma rivalidade esportiva entre duas equipes da NFL que ganharam 31 títulos de divisão e dez títulos da NFL, incluindo oito Super Bowls combinados. A rivalidade começou em 1960, quando os Cowboys se juntaram à liga como uma equipe de expansão. Durante esse ano eles estavam em conferências separadas, mas jogaram uma vez durante a temporada. Em 1961, o Dallas foi colocado na mesma divisão que os Redskins e, a partir daí, eles jogaram um contra o outro duas vezes durante cada temporada regular.
Em 2016, o jogo Redskins-Cowboys no Dia de Ação de Graças foi o jogo de temporada regular mais assistido na história da Fox.
Dallas lidera a série de todos os tempos em 71-45-2.

### Philadelphia Eagles
A rivalidade com os Eagles começou em 1934, durante o tempo em que os Redskins jogaram em Boston. O Washington Redskins lidera a série de todos os tempos por 86–76–6.
A rivalidade é uma das rivalidades mais acaloradas da NFL e tem apresentado alguns dos momentos mais memoráveis da história da NFL. A rivalidade é mais notável pelo "Body Bag Game", onde os Eagles eliminaram oito jogadores do Redskins em um jogo em 1990; no entanto, dois meses depois, os Redskins voltariam para a Filadélfia e derrotariam os Eagles na única reunião entre os dois times.
A rivalidade pode ser atribuída à proximidade da Filadélfia e Washington, D.C., que é espelhada na rivalidade Capitals-Flyers da NHL.

### New York Giants
A rivalidade começou em 1932 com a fundação do Washington Redskins e é a mais antiga rivalidade na Divisão Leste da NFC. Embora muitas vezes rejeitada, particularmente nos últimos tempos, essa rivalidade tem visto períodos de grande competição. Em particular, os Giants e Redskins competiram ferozmente por títulos de conferência e divisão no final dos anos 1930 e início dos anos 1940 e 1980. Talvez a maioria dos torcedores hoje se lembre dos anos 80 como o período mais disputado entre as equipes, já que os Redskins de Joe Gibbs e os Giants de Bill Parcells competiram por títulos de divisão e Super Bowls. Durante este período, as duas equipes se combinaram para ganhar 7 títulos da NFC e 5 Super Bowls. Esta rivalidade é célebre e, embora tenda a ser rejeitada devido às recentes lutas dos Redskins, Wellington Mara, dono de longa data dos Giants, sempre disse que acreditava que os Redskins eram os maiores rivais dos Giants.
Gians lidera a série de todos tempos por 100-69-4.

## Jogadores

### Números retirados
| N° | Jogador     | Posições | Temporadas |
| -- | ----------- | -------- | ---------- |
| 33 | Sammy Baugh | QB, P    | 1937–52    |

A política dos Redskins desde a aposentadoria de Baugh foi não aposentar os números. No entanto, alguns números são retirados oficialmente e são geralmente impedidos de serem selecionados por novos jogadores. Os seguintes números de grandes nomes do passado de Redskins se enquadram nessa categoria:
- 7 Joe Theismann, QB, 1974-1985
- 9 Sonny Jurgensen, QB, 1964-1974
- 28 Darrell Green, CB, 1983–2002
- 42 Charley Taylor, WR, 1964-1977
- 43 Larry Brown, RB, 1969-1976
- 44 John Riggins, RB, 1976-1979, 1981-85
- 49 Bobby Mitchell, RB, 1962–68
- 65 Dave Butz, DT, 1975-88
- 70 Sam Huff, LB, 1964-1969 (usado por Leonard Marshall em 1994)
- 81 Art Monk, WR, 1980–93

O número 21 de Sean Taylor não foi usado desde sua morte durante a temporada de 2007, mas é desconhecido, a partir de 2018, se o número deve ser considerado "extraoficialmente retirado". Uma pesquisa no Google revela várias petições de fãs que buscam ter o número formalmente aposentado. O.J. Atogwe, que havia usado o número 21 durante toda a sua vida, optou por mudar para o número 20 em respeito a Taylor.
O uso de números aposentados não-oficiais gerou polêmica durante o primeiro ano de Steve Spurrier como técnico principal. Os quarterbacks Danny Wuerffel e Shane Matthews usaram os números 7 e 9, respectivamente, durante os treinamentos. O furor de conversa esportiva resultante levou-os a mudar para 17 e 6. Durante a temporada, Leonard Stephens usou o número 49. Após sua aposentadoria como assistente da GM, Bobby Mitchell criticou a equipe, por não ser considerado para a GM e ficou chateado que a equipe deixaria um jogador como Leonard Stephens usar seu número.

### Pro Football Hall of Fame
| Jogadores de Washington indicados para o Pro Football Hall of Fame | Jogadores de Washington indicados para o Pro Football Hall of Fame | Jogadores de Washington indicados para o Pro Football Hall of Fame | Jogadores de Washington indicados para o Pro Football Hall of Fame | Jogadores de Washington indicados para o Pro Football Hall of Fame | Jogadores de Washington indicados para o Pro Football Hall of Fame | Jogadores de Washington indicados para o Pro Football Hall of Fame | Jogadores de Washington indicados para o Pro Football Hall of Fame |
| Jogadoress                                                         | Jogadoress                                                         | Jogadoress                                                         | Jogadoress                                                         | Jogadoress                                                         | Jogadoress                                                         | Jogadoress                                                         | Jogadoress                                                         |
| Número                                                             | Nome                                                               | Posições                                                           | Temporadas                                                         | Número                                                             | Nome                                                               | Posições                                                           | Temporadas                                                         |
| ------------------------------------------------------------------ | ------------------------------------------------------------------ | ------------------------------------------------------------------ | ------------------------------------------------------------------ | ------------------------------------------------------------------ | ------------------------------------------------------------------ | ------------------------------------------------------------------ | ------------------------------------------------------------------ |
| 9                                                                  | Sonny Jurgensen                                                    | QB                                                                 | 1964-1974                                                          | 17                                                                 | Turk Edwards                                                       | OT-DT                                                              | 1932-1940                                                          |
| 20                                                                 | Cliff Battles                                                      | RB-CB                                                              | 1932-1937                                                          | 26                                                                 | Paul Krause                                                        | S                                                                  | 1964-1967                                                          |
| 27                                                                 | Ken Houston                                                        | S                                                                  | 1973-1980                                                          | 28                                                                 | Darrell Green                                                      | CB                                                                 | 1983-2002                                                          |
| 33                                                                 | Sammy Baugh                                                        | QB-S-P                                                             | 1937-1952                                                          | 35                                                                 | Bill Dudley                                                        | RB-CB                                                              | 1950-1953                                                          |
| 40                                                                 | Wayne Millner                                                      | TE-DE                                                              | 1936-1941                                                          | 42                                                                 | Charley Taylor                                                     | WR                                                                 | 1964-1977                                                          |
| 44                                                                 | John Riggins                                                       | RB                                                                 | 1976-1985                                                          | 49                                                                 | Bobby Mitchell                                                     | RB                                                                 | 1962-1968                                                          |
| 70                                                                 | Sam Huff                                                           | LB                                                                 | 1964-1967                                                          | 73                                                                 | Stan Jones                                                         | DT                                                                 | 1966                                                               |
| 75                                                                 | Deacon Jones                                                       | DE                                                                 | 1974                                                               | 78                                                                 | Bruce Smith                                                        | DE                                                                 | 2000-03                                                            |
| 81                                                                 | Art Monk                                                           | WR                                                                 | 1980-1993                                                          |                                                                    |                                                                    |                                                                    |                                                                    |
| Management                                                         |                                                                    |                                                                    |                                                                    |                                                                    |                                                                    |                                                                    |                                                                    |
| Número                                                             | Nome                                                               | Posições                                                           | Temporadas                                                         | Número                                                             | Nome                                                               | Posições                                                           | Temporadas                                                         |
| --                                                                 | George Allen                                                       | Treinador                                                          | 1971-1977                                                          | --                                                                 | Ray Flaherty                                                       | Treinador                                                          | 1936-1942                                                          |
| --                                                                 | Joe Gibbs                                                          | Treinador                                                          | 1981-1992, 2004-2007                                               | --                                                                 | Otto Graham                                                        | Treinador                                                          | 1966-1968                                                          |
| --                                                                 | Curly Lambeau                                                      | Treinador                                                          | 1952-1953                                                          | --                                                                 | Vince Lombardi                                                     | Treinador                                                          | 1969                                                               |
| --                                                                 | George Preston Marshall                                            | Dono e fundador                                                    | 1932-1969                                                          | --                                                                 | Mike McCormack                                                     | Treinador assistente                                               | 1965-1972                                                          |
| --                                                                 | Emmitt Thomas                                                      | Treinador assistente                                               | 1986-94                                                            |                                                                    |                                                                    |                                                                    |                                                                    |

### Salão de estrelas de Washington
O Washington Hall of Stars é uma série de banners pendurados no RFK Stadium em homenagem a artistas de Washington, D.C. de todos os esportes. Anteriormente, estava localizado em uma série de placas brancas e vermelhas tocando a face do mezanino do estádio. Outra versão está pendurada em uma placa grande em uma das garagens do Nationals Park.
Apesar de ter sido eleito para o Hall da Fama do Futebol Profissional, Turk Edwards, Ray Flaherty, Joe Gibbs e Paul Krause não estão nos banners do Hall of Stars.

### Anel da Fama dos Redskins
Quando os Redskins saíram do RFK Stadium, as placas comemorativas do Washington Hall of Stars foram deixadas para trás e a equipe começou uma nova tradição de homenagear os grandes nomes dos Redskins através do "Ring of Fame", um conjunto de placas na fachada do nível superior do Northwest Stadium. Ao contrário do Salão das Estrelas, que homenageia os grandes nomes históricos de todos os esportes, o Anel da Fama se limita a homenagear os grandes nomes dos Redskins. A seguir, uma lista de membros do Ring of Fame:
| No. | Nome                    | Posições                         | Temporadas               |
| --- | ----------------------- | -------------------------------- | ------------------------ |
| —   | George Allen            | Treinador                        | 1971–1977                |
| 20  | Cliff Battles           | RB                               | 1932–1937                |
| 33  | Sammy Baugh             | QB                               | 1937–1952                |
| 53  | Jeff Bostic             | C                                | 1980–1993                |
| 80  | Gene Brito              | DE                               | 1951–1953 1955–1958      |
| 43  | Larry Brown             | RB                               | 1969–1976                |
| 65  | Dave Butz               | DT                               | 1975–1988                |
| 84  | Gary Clark              | WR                               | 1985–1992                |
| 51  | Monte Coleman           | LB                               | 1979–1994                |
| —   | Jack Kent Cooke         | Dono                             | 1961–1997                |
| 35  | Bill Dudley             | RB                               | 1950–1951, 1953          |
| —   | Wayne Curry             | Executivo                        | 1994–2002                |
| 37  | Pat Fischer             | CB                               | 1968–1977                |
| —   | Joe Gibbs               | Treinador                        | 1981–1992 2004–2007      |
| 28  | Darrell Green           | CB                               | 1983–2002                |
| 68  | Russ Grimm              | G                                | 1981–1991                |
| 55  | Chris Hanburger         | LB                               | 1965–1978                |
| 57  | Ken Harvey              | LB                               | 1994–1998                |
| 56  | Len Hauss               | C                                | 1964–1977                |
| —   | Phil Hochberg           | Locutor                          | 1963–2000                |
| 27  | Ken Houston             | S                                | 1973–1980                |
| 70  | Sam Huff                | LB                               | 1964–1967, 1969          |
| 66  | Joe Jacoby              | T/G                              | 1981–1993                |
| 47  | Dick James              | RB                               | 1956–1963                |
| 9   | Sonny Jurgensen         | QB                               | 1964–1974                |
| 22  | Charlie Justice         | RB                               | 1950, 1952–1954          |
| 17  | Billy Kilmer            | QB                               | 1971–1978                |
| 14  | Eddie LeBaron           | QB                               | 1952–1953 1955–1959      |
| —   | Vince Lombardi          | Treinador                        | 1969                     |
| 72  | Dexter Manley           | DE                               | 1981–1989                |
| 71  | Charles Mann            | DE                               | 1983–1993                |
| —   | George Preston Marshall | Fundador/Dono                    | 1932–1969                |
| 40  | Wayne Millner           | E                                | 1936–1941, 1945          |
| 49  | Bobby Mitchell          | WR                               | 1962–1968                |
| 30  | Brian Mitchell          | RB/KR                            | 1990–1999                |
| 81  | Art Monk                | WR                               | 1980–1993                |
| 3   | Mark Moseley            | PK                               | 1974–1986                |
| 23  | Brig Owens              | DB                               | 1966–1977                |
| 16  | Richie Petitbon         | S Coodenador Defensivo Treinador | 1971–1972 1981–1992 1993 |
| 65  | Vince Promuto           | G                                | 1960–1970                |
| 44  | John Riggins            | RB                               | 1976–1979 1981–1985      |
| 87  | Jerry Smith             | TE                               | 1965–1977                |
| 42  | Charley Taylor          | WR                               | 1964–1977                |
| 21  | Sean Taylor             | S                                | 2004–2007                |
| 7   | Joe Theismann           | QB                               | 1974–1985                |
| —   | Lamar "Bubba" Tyer      | Preparador Fisico                | 1971–2002 2004–2008      |
| 17  | Doug Williams           | QB                               | 1986–1989                |

### Prêmios individuais
| MVP da NFL |               |          |
| Temporada  | Jogadores     | Posições |
| 1972       | Larry Brown   | RB       |
| 1982       | Mark Moseley  | K        |
| 1983       | Joe Theismann | QB       |

| Jogador Ofensivo do ano da NFL |               |          |
| Temporada                      | Jogadores     | Posições |
| 1972                           | Larry Brown   | RB       |
| 1983                           | Joe Theismann | QB       |

| Novato Ofensivo do ano da NFL |                    |          |
| Temporada                     | Jogadores          | Posições |
| 1975                          | Mike Thomas        | RB       |
| 2012                          | Robert Griffin III | QB       |

| MVP do Super Bowl |               |          |
| Super Bowl        | Jogador       | Posições |
| XVII              | John Riggins  | RB       |
| XXII              | Doug Williams | QB       |
| XXVI              | Mark Rypien   | QB       |

| Treinador do ano da NFL |              |
| Temporada               | Treinador    |
| 1971                    | George Allen |
| 1979                    | Jack Pardee  |
| 1982 1983               | Joe Gibbs    |

## Recordes

### Temporada
- Jardas passadas: 4,917 - Kirk Cousins (2016)
- Passes para touchdowns: 31 - Sonny Jurgensen (1967)[184]
- Jardas terrestres: 1,613 - Alfred Morris (2012)[184]
- Recepções: 113 - Pierre Garçon (2013)
- Jardas recebidas: 1,483 - Santana Moss (2005)[185]
- Interceptações: 13 - Dan Sandifer (1948)[184]
- Sacks: 18.5 - Dexter Manley (1986)
- Fumbles forçados: 6 - LaVar Arrington (2003)
- Field goals: 33 - Mark Moseley (1983)[184]
- Pontos: 161 - Mark Moseley (1983)[184]
- Touchdowns: 24 - John Riggins (1983)[184]
- Média em retorno de punt (mínimo de 5 retornos): 24.3 - Derrick Shepard (1987)[186]
- Média em retorno de Kickoff (mínimo de 5 retornos): 42.8 - Hail Haynes (1950)[186]

### Na carreira
- Jardas passadas: 25,206 - Joe Theismann (1974–1985)[187]
- Passes para touchdowns: 187 - Sammy Baugh (1937–1952)
- Jardas terrestres: 7,472 - John Riggins (1976–1979,1981–1985)[187]
- Recepções: 889 - Art Monk (1980–1993)[187]
- Jardas recebidas: 12,029 - Art Monk (1980–1993)[188]
- Interceptações: 54 - Darrell Green (1983–2002)[188]
- Field goals: 263 - Mark Moseley (1974–1986)
- Pontos: 1,207 - Mark Moseley (1974–1986)
- Touchdowns: 90 - Charley Taylor (1964–1977)
- Média em retorno de punt (mínimo de 25 retornos): 13.8 - Bob Seymour (1941–1944)[189]
- Média em retorno de Kickoff (mínimo de 25 retornos): 28.5 - Bobby Mitchell (1962–1968)[189]
- Sacks: 91 - Dexter Manley (1981–1989)
- Fumbles forçados: 17 - Charles Mann (1983–1993)

### Em um jogo
- Recepções: 14 - Roy Helu (2011)
- Passes completos: 33 - Jason Campbell (2007), Kirk Cousins (2015)
- Field goal mais longo: 59 jardas - Graham Gano (2011)
- Sacks: 4 - Dexter Manley (1988), Ken Harvey (1997), Phillip Daniels (2005), Brian Orakpo (2009), Ryan Kerrigan (2014)
- Interceptações: 4 - Deangelo Hall

## Rádio
A partir de 2008, a principal estação dos Redskins é a WTEM (ESPN 980), de propriedade da Red Zebra Broadcasting, que por sua vez é de propriedade da Snyder.
A partir da temporada de 2013, Larry Michael é a voz dos Redskins no rádio. Ele assumiu esse papel em 2004, após a saída do locutor de longa data Frank Herzog. Michael é acompanhado pelos analistas Sonny Jurgensen e Chris Cooley.

### Afiliados de rádio

#### Distrito da Colombia
| Cidade     | Sinal   | Freqüência |
| ---------- | ------- | ---------- |
| Washington | WTEM    | 980 AM     |
| Washington | WMAL    | 630 AM     |
| Washington | WMAL-FM | 105.9 FM   |

#### Maryland
| Cidade                | Sinal   | Freqüência |
| --------------------- | ------- | ---------- |
| Cumberland            | WCBC    | 1270 AM    |
| Hagerstown            | WWEG-FM | 106.9 FM   |
| Snow Hill (Salisbury) | WICO-FM | 101.1 FM   |
| Snow Hill (Salisbury) | WSUX    | 1280 AM    |

#### North Carolina
| Cidade                   | Sinal         | Freqüência         |
| ------------------------ | ------------- | ------------------ |
| Gastonia                 | WGNC / W266DC | 1450 AM / 101.1 FM |
| Nags Head                | WOBX-FM       | 98.1 FM            |
| New Bern                 | WWNB / W280ED | 1490 AM / 103.9 FM |
| Raleigh                  | WAUG          | 750 AM             |
| Winterville (Greenville) | WECU          | 1570 AM            |
| Weldon (Roanoke Rapids)  | WSMY          | 1400 AM            |

#### Virginia
| Cidade               | Sinal                  | Freqüência                   |
| -------------------- | ---------------------- | ---------------------------- |
| Alberta (South Hill) | WWDW                   | 107.7 FM                     |
| Charlottesville      | WCHV                   | 1260 AM                      |
| Charlottesville      | WCHV-FM                | 107.5 FM                     |
| Fredericksburg       | WGRQ                   | 95.9 FM                      |
| Gloucester           | WXGM-FM                | 99.1 FM                      |
| Harrisonburg         | WSVA / W221CF          | 550 AM / 92.1 FM             |
| Lynchburg            | WBRG / W245BG / W286CX | 1050 AM / 96.9 FM / 105.1 FM |
| Martinsville         | WHEE                   | 1370 AM                      |
| Martinsville         | WMVA                   | 1450 AM                      |
| Norfolk              | WTAR                   | 850 AM                       |
| Richmond             | WXGI                   | 950 AM                       |
| Petersburg           | WTPS / W274BX          | 1240 AM / 102.7 FM           |
| Roanoke              | WFIR / W297BC          | 960 AM / 107.3 FM            |
| Staunton             | WKDW                   | 900 AM                       |
| Tappahannock         | WRAR-FM                | 105.5 FM                     |
| Waynesboro           | WKCI                   | 970 AM                       |
| Winchester           | WFQX-FM                | 99.3 FM                      |

## Superstição da eleição presidencial nos EUA
Em 17 das últimas 19 eleições presidenciais nos Estados Unidos, uma vitória para o último jogo em casa dos Redskins antes do dia da eleição coincidiu com a vitória do partido em exercício. As exceções foram em 2004, quando o republicano George W. Bush ganhou a reeleição, apesar do Green Bay Packers derrotar os Redskins, e novamente em 2012, quando o candidato democrata Barack Obama reteve a presidência em 6 de novembro, apesar dos Redskins perderem para a Carolina. A regra foi descoberta em 2000 por Steve Hirdt, ex-vice-presidente executivo do Elias Sports Bureau, enquanto procurava ideias de discussão para um jogo entre os Redskins e os Tennessee Titans.